# Leishu
Leishu (chinesisch 類書 / 类书, Pinyin lèishū) sind chinesische Nachschlagewerke, die nach Kategorien (類 / 类,  lèi) geordnet sind.

## Einführung
Der Begriff leishu wird üblicherweise mit „Enzyklopädie“ übersetzt, obwohl dies stark von der modernen Bedeutung abweicht. Die leishu bestehen manchmal aus langen Zitaten aus anderen Werken und enthalten oft Kopien vollständiger Werke, nicht nur deren Auszüge. Die Werke werden darin nach einem systematischen Kategoriensatz klassifiziert, der wiederum in Unterkategorien unterteilt ist. Die leishu können als Anthologien betrachtet werden, sie sind jedoch in dem Sinne enzyklopädisch, dass sie den gesamten Wissensbereich zum Zeitpunkt der Zusammenstellung abdecken.
Zu den Enzyklopädien dieser Art zählen beispielsweise die Werke Yiwen leiju, Beitang shuchao, Chuxue ji, Taiping yulan, Cefu yuangui, Yuhai, Yongle dadian, Gujin tushu jicheng und andere.
Das letztgenannte Werk Gujin tushu jicheng 古今圖書集成 ist die größte Enzyklopädie des vormodernen China.
Den Enzyklopädien dieser Art sind viele Zitate aus sonst verlorenen Werken zu entnehmen. In der chinesischen Textkritik werden sie auch zu Vergleichszwecken häufig herangezogen.
Zu den ältesten vollständig erhaltenen leishu zählt das 160 Kapitel umfassende Beitang shuchao (Gesammelte Schriften aus der Nordhalle) des Yu Shinan (558–638).
Den Angaben von Endymion Wilkinson zufolge wurden zwischen der Wei-Dynastie (frühes 3. Jahrhundert) und dem 18. Jahrhundert etwa 600 leishu verfasst, wovon heute noch 200 erhalten seien.

## Leishu-Abschnitt des Siku quanshu
Im Leishu-Abschnitt (Leishu lei 類書類; Abk. LSL) des Siku quanshu sind die folgenden 65 Leishu enthalten:
- Gujin tong xingming lu 古今同姓名錄
- Bianzhu 編珠
- Yiwen leiju 藝文類聚
- Beitang shuchao 北堂書鈔
- Longjin fengsui pan 龍筋鳳髓判
- Chuxue ji 初學記
- Yuanhe xingzuan 元和姓纂
- Bai Kong liutie 白孔六帖
- Xiaoming lu 小名錄
- Mengqiu jizhu 蒙求集注
- Shilei fu 事類賦
- Taiping yulan 太平御覽
- Cefu yuangui 冊府元龜
- Shiwu jiyuan 事物紀原
- Shibin lu 實賓錄
- Shuxu zhinan 書敘指南
- Hailu suishi 海錄碎事
- Gujin xingshi shubian zheng 古今姓氏書辨證
- Diwang jingshi tupu 帝王經世圖譜
- Zhiguan fenji 職官分紀
- Lidai zhidu xiangshuo 歷代制度詳說
- Yongjia bamian feng 永嘉八面鋒
- Jinxiu wanhua gu qianji 錦繡萬花穀前集
- Shiwen leiju qianji 事文類聚前集
- Jizuan yuanhai 記纂淵海
- Mingxian shizu yanxing leigao 名賢氏族言行類稿
- Qunshu huiyuan jiejiang gang 群書會元截江網
- Jile 雞肋
- Xiaozi lu 小字錄
- Quanfang beizu qianji 全芳備祖前集
- Shantang kaosuo qianji 山堂考索前集
- Gujin Hebi shilei beiyao qianji 古今合璧事類備要前集
- Yuanliu zhilun qianji 源流至論前集
- Yuhai 玉海
- Xiaoxue ganzhu 小學紺珠
- Xingshi jijiu pian 姓氏急就篇
- Liutie bu 六帖補
- Yunfu qunyu 韻府群玉
- Hanyuan xinshu qianji 翰苑新書前集
- Chunzheng mengqiu 純正蒙求
- Paiyun zengguang shilei shizu daquan 排韻增廣事類氏族大全
- Mingyi 名疑
- Jingchuan baibian 荊川稗編
- Wanxing tongpu 萬姓統譜
- Yulin 喻林
- Jingji leibian 經濟類編
- Tong xingming lu 同姓名錄
- Shuolüe 說略
- Tianzhong ji 天中記
- Tushu bian 圖書編
- Pianzhi 駢志
- Shantang sikao 山堂肆考
- Guli fu 古儷府
- Guang Bowuzhi 廣博物志
- Yuding Yuanjian leihan 禦定淵鑒類函
- Yuding Pianzi leibian 禦定駢字類編
- Yuding Fenlei zijin 禦定分類字錦
- Yuding Zishi jinghua 禦定子史精華
- Yuding Peiwen yunfu 禦定佩文韻府
- Yuding Yunfu shiyi 禦定韻府拾遺
- Gezhi jingyuan 格致鏡原
- Dushu jishu lüe 讀書紀數略
- Huamu niaoshou jilei 花木鳥獸集類
- Biehao lu 別號錄
- Songbai leichao 宋稗類鈔

## Liste
Dies ist eine alphabetische Liste von Leishu (nach Chinaknowledge):
- Bai-Kong liutie 白孔六帖, 100 juan (Tang) Bai Juyi 白居易, (Song) Kong Chuan 孔傳
- Bamianfeng 八面鋒, 13 juan (Song) Chen Fuliang 陳傅良
- Beitang shuchao 北堂書鈔, 160 juan (Tang) Yu Shinan 虞世南
- Bianzhu 編珠, 2 juan (Sui) Du Gongzhan 杜公瞻 (?)
- Cefu yuangui 冊府元龜, 1000 juan (Song) Wang Qinruo 王欽若, Yang Yi 楊億 (et al.; auf kaiserliche Order)
- Chunzheng mengqiu 純正蒙求, 3 juan (Yuan) Hu Bingwen 胡炳文
- Chuxueji 初學記, 30 juan (Tang) Xu Jian 徐堅 (et al.)
- Daoshu 道樞 (Song) Zeng Zao 曾慥
- Diaoyuji 琱玉集 (殘 2 juan) (續修) (Tang) NN
- Diwang jingshi tupu 帝王經世圖譜, 16 juan (Song) Tang Zhongyou 唐仲友
- Fayuan zhulin 法苑珠林 (Tang) Mönch Daoshi 釋道世
- Fenlei zijin = (Yuding) Fenlei zijin (御定)分類字錦, 64 juan (Qing) He Zhuo 何焯, Chen Pengnian 陳鵬年 (auf kaiserliche Order)
- Fenmen suosui lu (Suosuilu) 分門瑣碎錄 (瑣碎錄) (殘) (Song) Wen Ge 溫革
- Funü shuangming ji 婦女雙名記 (Ming) Li Zhaoheng 李肇亨
- Gezhi jingyuan 格致鏡原, 100 juan (Qing) Chen Yuanlong 陳元龍
- Gonggui xiaoming lu 宮閨小名錄, 4 juan (Qing) You Tong 尤侗
- Guang bowuzhi 廣博物志, 50 juan (Ming) Dong Sizhang 董斯張
- Gujin tongxingming lu 古今同姓名錄, 2 juan (Liang) Emperor Liang Yuandi 梁元帝; (Tang) Lu Shanjing 陸善經 (cont.), Ye Lin 葉森 (suppl.)
- Gujin tushu jicheng 古今圖書集成 一萬卷 (Qing) Chen Menglei 陳夢雷 et al. (auf kaiserliche Order)
- Gujin xingshishu bianzheng 古今姓氏書辯證, 14 juan (Song) Deng Mingshi 鄧名世， Deng Chunnian 鄧椿年 (comp.)
- Hailu suishi 海錄碎事, 22 juan (Song) Ye Tinggui 葉庭珪
- Hanmo quanshu 翰墨全書. 134 juan (續修) (Yuan) Liu Yingli 劉應李
- Hanyuan xinshu 翰苑新書, 156 juan (Song) anon.
- Hebi shilei beiyao = (Gujin) Hebi shilei beiyao (古今)合璧事類備要, 365 juan (Song) Xie Weixin 謝維新
- Huanglan 皇覽 (殘) (Cao-Wei) Liu Shao 劉劭 (et al.)
- Jile 雞肋, 1 juan (Song) Zhao Chongxun 趙崇絢
- Jingchuan baibian 荊川稗編, 120 juan (Ming) Tang Shunzhi 唐順之
- Jingji leibian 經濟類編, 100 juan (Ming) Feng Qi 馮琦, Feng Yuan 馮瑗
- Jinxiu wanhua gu 錦繡萬花谷, 120 juan (Song) anon.
- Jizuan yuanhai 記纂淵海, 100 juan (Song) Pan Zimu 潘自牧
- Leishu zuanyao 類書纂要, 33 juan (Qing) Zhou Lu 周魯
- Lianshi 奩史, 100 juan (續修) (Song) Ding Shengzhi 丁升之
- Lidai zhidu xiangshuo 歷代制度詳說, 12 juan (Song) Lü Zuqian 呂祖謙
- Longjin fengsui pan 龍筋鳳髓判, 4 juan (Tang) Zhang Zu 張鷟, (Ming) Liu Yunpeng 劉允鵬 (comm.)
- Mengqiu ji zhu 蒙求集註, juan (Tang) Li Han 李瀚, (Song) Xu Ziguang 徐子光
- Peiwen yunfu = (Yuding) Peiwen yunfu (御定)佩文韻府, 444 juan (Qing) Zhang Yushu 張玉書, Chen Tingjing 陳廷敬 (auf kaiserliche Order)
- Pianzi leibian = (Yuding) Pianzi leibian (御定)駢字類編, 240 juan (Qing) Wu Shiyu 吳士玉, Shen Zongjing 沈宗敬 (auf kaiserliche Order)
- Qianqueju leishu 潛確居類書. 120 juan (Ming) Chen Renxi 陳仁錫
- Qingbai leichao 清稗類鈔, 48 ce (Republik) Xu Ke 徐珂
- Quanfang beizu ji 全芳備祖集, 58 juan (Song) Cheng Jingyi 陳景沂
- Qunshu kaosuo (Shantang kaosuo) 群書考索 (山堂考索), 212 juan (Song) Zhang Ruyu 章如愚
- Qunshu zhiyao 群書治要, 50 juan (Tang) Wei Zheng 魏徵
- Sancai tuhui 三才圖會, 106 juan (Ming) Wang Qi 王圻, Wang Siyi 王思義
- Shantang sikao 山堂肆考, 228 juan (Ming) Peng Dayi 彭大翼, Zhang Youxue 張幼學
- Shibinlu 實賓錄, 14 juan (Song) Ma Yongyi 馬永易; Wen Biao 文彪 (rev.)
- Shilei fu zhu 事類賦註, 30 juan (Song) Wu Shu 吳淑
- Shileifu tongbian 事類賦統編, 116 juan (Qing) Huang Baozhen 黃葆真
- Shilin guangji 事林廣記, 10 ji (Song) Chen Yuanjing 陳元靚
- Shiwen leiju = (Gujin) Shiwen leiju (古今)事文類聚, 236 juan (Song) Zhu Mu 祝穆, (Yuan) Fu
- Dayong 富大用, Zhu Yuan 祝淵
- Shiwu jiyuan 事物紀原, 10 juan (Song) Gao Cheng 高承
- Shuolüe 說略, 30 juan (Ming) Gu Qiyuan 顧起元
- Shuxu zhinan 書敍指南, 20 juan (Song) Ren Guang 任廣
- Songbai leichao 宋稗類鈔, 36 juan (Qing) Pan Yongyin 潘永因
- Suihua jili 歲華紀麗 四卷 (存目) (Tang) Han E 韓鄂 (?)
- Taiping yulan 太平御覽, 1000 juan (Song) Li Fang 李昉 (et al.; auf kaiserliche Order)
- Tang huiyao 唐會要 (Song) Wang Pu 王溥
- Tang leihan 唐類函, 200 juan (Ming) Yu Anqi 俞安期
- Tianzhongji 天中記, 60 juan (Ming) Chen Yaowen 陳耀文
- Tongdian 通典 (Tang) Du You 杜佑
- Tongxingming lu 同姓名錄, 12 juan (Ming) Yu Yin 余寅
- Tongzhi 通志 (Song) Zheng Qiao 鄭樵
- Wenxian tongkao 文獻通考 (Song) Ma Duanlin 馬端臨
- Wenyuan yinghua 文苑英華 (Song) Li Fang 李昉 et al.
- Wushang biyao 無上祕要 (Northern Zhou) auf kaiserliche Order
- Xiaominglu 小名錄, 2 juan (Tang) Lu Guimeng 陸龜蒙
- Xiaoxue ganzhu 小學紺珠, 10 juan (Song) Wang Yinglin 王應麟
- Xiaozilu 小字錄, 1 juan (Song) Chen Si 陳思
- Xingshilu 姓氏錄 (Tang) Gao Shilian 高士廉 etc.
- Xiuwendian yulan 修文殿御覽 (殘) (Northern Qi) Zu Ting 祖珽 (et al.)
- Yilin huikao 藝林彙考 (Qing) Shen Zinan 沈自南
- Yishi jishi 壹是紀始, 22 juan (Qing) Wei Song 魏崧
- Yiwen leiju 藝文類聚, 100 juan (Tang) Ouyang Xun 歐陽詢 (et al.; auf kaiserliche Order)
- Yongle dadian 永樂大典 (原二萬二千九百三十七卷) (存目) (Ming) Xie Jin 解縉, Yao Guangxiao 姚廣孝 (et al., auf kaiserliche Order)
- Yuanhe xingzuan 元和姓纂, 10 juan (Tang) Lin Bao 林寶
- Yuanjian leihan = (Yuding) Yuanjian leihan (御定)淵鑑類函, 45 juan (Qing) Zhang Ying 張英, Wang Shizhen 王士禎 (auf kaiserliche Order)
- Yuanliu zhilun = (Gujin) Yuanliu zhilun (古今)源流至論, 40 juan (Song) Lin Tong/Jiong 林駧/駉, Huang Lüweng 黃履翁
- Yuhai 玉海, 200 juan (Song) Wang Yinglin 王應麟
- Yulin 喻林, 120 juan (Ming) Xu Yuantai 徐元太
- Yunfu qunyu 韻府群玉, 20 juan (Yuan) Yin Jingxuan 陰勁弦, Yin Fuchun 陰復春
- Yunfu shiyi = (Yuding) Yunfu shiyi (御定)韻府拾遺, 120 juan (Qing) Zhang Tingyu 張廷玉 (auf kaiserliche Order)
- Yunji qiqian 雲笈七籤 (Song) Zhang Junfang 張君房
- Zhenguan shizu zhi 貞觀氏族志 (殘) (Tang) Kong Zhiyue 孔志約
- Zhiguan fenji 職官分紀, 15 juan (Song) Sun Fengji 孫逢吉
- Zishi jinghua = (Yuding) Zishi jinghua (御定)子史精華, 160 juan (Qing) Wu Shiyu 吳士玉, Wu Xiang 吳襄 (auf kaiserliche Order)